# Jason Lutes
Jason Haynes Lutes (Nova Jersey, 12 de juliol de 1967) és un dibuixant de còmic nord-americà.

## Biografia
Jason Lutes va néixer a Nova Jersey l'any 1967, però poc després la seva família es va traslladar a Missoula, Montana, on va passar la seva infància. De nen li agradaven els còmics de superherois, però un viatge a França quan tenia vuit anys li va fer descobrir als grans autors del còmic franc-belga, que segons ell mateix afirma, han estat una gran influència en la seva obra.
Va estudiar a la Rhode Island School of Design, on es va graduar l'any 1991 com Bachelor of Fine Arts en il·lustració. Encara que havia llegit còmics en la infància, no es va interessar per la historieta com a mitjà artístic fins que va arribar a les seves mans un exemplar de la revista RAW, publicada per Art Spiegelman, durant la seva època d'estudiant. En aquells dies va publicar el seu primer còmic, Penny Dreadful Comics. Finalitzats els seus estudis, es va traslladar a Seattle, on va treballar com a assistent del director artístic de l'editorial de còmics Fantagraphics Books.
L'any 1992 va publicar en una editorial independent Catchpenny Comics, compost per diverses historietes curtes. La publicació va passar sense pena ni glòria. L'any 1994, gràcies a una beca de la fundació Xeric, va poder publicar la seva primera obra d'importància, la novel·la gràfica Jar of Fools (traduïda al català com Joc de mans), la història d'un mag, Ernie, al que obsessiona la mort del seu germà. En aquesta primera obra és ja evident la seva capacitat per a la narració visual, encara que el dibuix és una mica desmanyotat.
Després de Jar of Fools, Lutes va emprendre un ambiciós projecte: Berlín, que consta de tres volums amb un total de 22 capítols. L'obra és un fresc històric, minuciosament documentat, del Berlín anterior a la Segona Guerra Mundial, durant la República de Weimar i l'ascens del nazisme. Els tres volums corresponen als títols: "City of Stones" (2001), "City of Smoke" (2008) i "City of light" (2018).

## Estil
L'estil de Lutes està més relacionat amb la historieta europea, amb autors com Hergé, Moebius o Vittorio Giardino, que amb el còmic nord-americà.

## Obres
- Joc de mans. La Cúpula, 1999. ISBN 84-7833-319-3
- Berlín. Ciutat de pedres (Llibre Un). Astiberri, 2005. ISBN 84-95825-96-1
- The Fall (amb guió de Ed Brubaker). Planeta DeAgostini, 2005.
- Berlín. Ciutat de Fum (Llibre Dos). Astiberri, 2008. ISBN 978-84-96815-74-2
- Berlín. Ciutat de Luz (Llibre Tres). Astiberri, 2018. ISBN 978-84-16880-75-1

Infantils
- “The Secret Three” (amb Jake Austen, a Nickelodeon Magazine, 1997–1999)
- “Sam Shade” (amb Paul Karasik, a Nickelodeon Magazine, 2002–2005)

Novel·les gràfiques
- The Fall (amb Ed Brubaker) (2001)
- Houdini: The Handcuff King (escrit; dibuixos de Nick Bertozzi, 2007) ISBN 978-0-78683902-5 (2007, Hyperion), ISBN 978-0-78683903-2 (2008, Disney–Hyperion)

Altres treballs
- “Side Trip” (a Dark Horse Presents #125, pp. 23–28, 1997)
- “Late Summer Sun” (a Drawn and Quarterly: A Picture Story Book (Volume 2, number 6), pp. 31–38, 1997 June, ISBN 1-896597-09-2)
- “We Three Things” (només dibuixo, script de Peter Gross; a Vertigo, The Books of Magic, Winter's Edge #2, pp. 35–42, 1998)
- “Rules to Live By” (a AutobioGraphix, per Dark Horse Comics, 2003).[4]
- “Small Explosions” (a Rosetta #2, 2004)